# Échame la culpa
Échame la culpa è un singolo del cantante portoricano Luis Fonsi e della cantante statunitense Demi Lovato, pubblicato il 17 novembre 2017 come secondo estratto dal decimo album in studio di Luis Fonsi Vida. Il cantante ha co-scritto la canzone con Alejandro Rengifo e i suoi produttori Andrés Torres e Mauricio Rengifo.

## Pubblicazione
Demi Lovato ha pubblicato una foto dal video musicale su Instagram il 21 ottobre 2017, a cui Luis Fonsi ha commentato: "What's up Demi ..." (Come va Demi ...), e dopo il cantante ha postato una foto del dietro le quinte scrivendo: "Finished! It's a wrap" (Finito! È tutto), alla quale la Lovato ha risposto: "Hola Fonsi" (Ciao Fonsi). Il 1º novembre 2017, MTV News ha riportato il nome della collaborazione "Échame la Culpa", canzone che il cantante ha eseguito da solo duranti alcuni spettacoli in estate. In un'intervista con Billboard all'iHeartRadio Fiesta Latina di Miami, Luis Fonsi ha dichiarato: "È una canzone divertente, un disco divertente, abbiamo già girato il video". Ha anche rivelato che la canzone sarebbe stata presentata in anteprima nelle prossime due settimane. In una clip condivisa da Billboard il 13 novembre 2017, i due cantanti si incontrano tramite una chiamata FaceTime per discutere riguardo alla loro collaborazione. Il 14 novembre 2017, la Lovato ha annunciato sui social media la data di uscita, insieme ad un'anteprima della canzone con solo la sua parte, mentre Luis ha postato una foto di se stesso a letto con dei cuscini con sopra il titolo della canzone.

## Video musicale
Il video musicale si svolge inizialmente nella camera da letto della cantante, prima che i due si incontrino in un magazzino abbandonato e organizzino una festa da ballo. Nelle prime 24 ore il video ha accumulato oltre 17 milioni di visualizzazioni, un record per la Lovato. Il video è diventato il quinto più veloce della storia a raggiungere 100 milioni di visualizzazioni su YouTube, il quarto a raggiungerne 200 e 300 milioni, il terzo a raggiungerne 400 e 500 milioni, il quarto a raggiungerne 600 e 700 milioni, e il quinto a raggiungerne 800, 900 milioni e 1 miliardo.
Il 9 marzo 2018 il video raggiunge 1 miliardo di visualizzazioni.

## Esibizioni dal vivo
Fonsi e Lovato si sono esibiti per la prima volta insieme con la canzone durante il Tell Me You Love Me Tour della cantante all'American Airlines Arena a Miami, Florida, il 30 marzo 2018. Il 12 aprile Fonsi ha eseguito la canzone insieme alla cantante tedesca Helene Fischer durante un medley con Despacito all’Echo Music Prize. Il 27 maggio Fonsi ha eseguito la canzone con Lovato durante il BBC Music’s Biggest Weekend.

## Tracce
1. Échame la culpa – 2:53

## Classifiche

### Classifiche settimanali
| Classifica (2017) | Posizione massima |
| ----------------- | ----------------- |
| Argentina         | 1                 |
| Australia         | 80                |
| Austria           | 13                |
| Bolivia           | 1                 |
| Canada            | 35                |
| Cile              | 1                 |
| Colombia          | 7                 |
| Costa Rica        | 1                 |
| Croazia           | 13                |
| Ecuador           | 1                 |
| El Salvador       | 1                 |
| Francia           | 6                 |
| Germania          | 9                 |
| Guatemala         | 1                 |
| Irlanda           | 40                |
| Israele           | 2                 |
| Italia            | 6                 |
| Libano            | 1                 |
| Lussemburgo       | 1                 |
| Norvegia          | 18                |
| Nuova Zelanda     | 3                 |
| Perù              | 1                 |
| Polonia           | 7                 |
| Portogallo        | 3                 |
| Regno Unito       | 46                |
| Repubblica Ceca   | 18                |
| Spagna            | 1                 |
| Stati Uniti       | 47                |
| Svizzera          | 2                 |
| Uruguay           | 1                 |
| Venezuela         | 35                |

### Classifiche di fine anno
| Classifica (2018) | Posizione |
| ----------------- | --------- |
| Brasile           | 118       |
| Islanda           | 45        |